# Norman Rosenthal

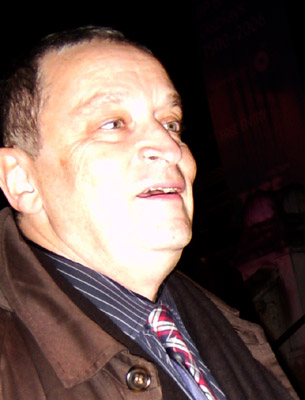
Norman Rosenthal

Sir Norman Leon Rosenthal (* 8. November 1944 in Cambridge, Großbritannien) ist ein britischer Kunsthistoriker und Kurator.

## Leben
Rosenthal ist einer der weltweit bekanntesten Kuratoren internationaler Kunstausstellungen und Spezialist für die Kunst des 19. bis 21. Jahrhunderts.
Seine Schulzeit absolvierte der Sohn jüdischer Flüchtlinge – sein Vater stammte aus der Slowakei, seine Mutter Käthe Zucker († 1993) aus Thüringen – in der Westminster Grammar School, danach studierte er Geschichte an der Universität Leicester und wurde dort im Jahr 1966 promoviert. Studienreisen führten ihn wieder nach London und nach Berlin. Seine erste Ausstellung organisierte er bereits 1965 in Leicester.
Seit 1977 ist Rosenthal als Ausstellungssekretär an der Royal Academy of Arts in London tätig. Er war u. a. verantwortlich für die Ausstellungen „Ein neuer Geist in der Malerei“ (1981) und „Apokalypse: Schönheit und Schrecken in der Kunst der Gegenwart“ (2000). In Berlin (West) organisierte er 1982 gemeinsam mit Christos M. Joachimides die Ausstellung „Zeitgeist“ und 1993 mit ihm „Amerikanische Kunst des 20. Jahrhunderts“. Außerdem ist er Herausgeber von Kunstbüchern.
Im Jahr 2007 organisierte er gemeinsam mit seiner Kollegin Ann Dumas für das museum kunst palast in Düsseldorf und die Royal Academy of Arts die Ausstellung „Bonjour Russland“ mit Kunstwerken aus vier russischen Museen, dem Puschkin-Museum und der Tretjakow-Galerie in Moskau, der Eremitage und dem Russischen Museum in Sankt Petersburg. Die Ausstellung, die vom Energiekonzern E.ON finanziert wurde, lief vom 15. September 2007 bis 6. Januar 2008 im museum kunst palast in Düsseldorf.

## Ehrungen
- Prix Eliette von Karajan ‘94